# ティモレベスティア
ティモレベスティア（Timorebestia）は、約5億年前のカンブリア紀に生息した古生物の一属。グリーンランドのシリウス・パセット動物群で見つかった Timorebestia koprii という一種のみ知られている。20cmの平たい体に長い触角と縁を囲んだ鰭をもつ。基盤的な毛顎動物（ヤムシ）と考えられる。

## 名称
学名「Timorebestia」はラテン語「timor」（恐怖をもたらす）と「bestia」（獣）の合成語。模式種（タイプ種）の種小名「koprii」は、本種が産するシリウス・パセットの調査に参加する韓国の極域研究所 Korea Polar Research Institute の略称「KOPRI」に由来する。

## 化石
ティモレベスティアの化石標本は、グリーンランド北部の堆積層シリウス・パセット（Sirius Passet、古生代カンブリア紀第三期、約5億1,800万年前）のみから発見される。原記載の2024年時点では13点の標本が記載され、正基準標本（ホロタイプ）MGUH 34286 含めて全てがデンマーク自然史博物館（Natural History Museum of Denmark）に所蔵される。化石はほとんどが上下に保存され、外部形態だけでなく、口器・消化管・筋肉・神経系などの内部構造も保存されており、本属の生理学や生態学・分類学上の位置付けに重要な情報を与えていた（後述）。

## 形態
体長は2.2cmから20cm（触角まで含むと30cm）、全身は丸みを帯びて上下に平たい。
先頭はやや小さな頭部で、正面から体長の半分ほど細長い触角が1対突き出す。眼の有無は不明。胴部は縦長い楕円形で、縁辺部は鰭に囲まれる。鰭は左右1対の側鰭と末端1本の尾鰭に分化するが、その間のくびれも鰭条が連続して途切れていない。
口は頭部の腹面に開き、胴部前端までの奥には顎状の口器 (jaw apparatus) が内蔵される。口器は後ろから順に1対の連合した三角形の構造体・1対の鈍い構造体・1枚の（おそらく腹面の）板状の構造体からなる。消化管は口から尾鰭基部腹面の肛門まで伸びる。胴部の外周には数多くの筋肉（縦筋と環状筋）が並ぶ。腹面には毛顎動物として特徴的な1対の神経節 (ventral ganglion) をもつが、他の毛顎動物より体に対して大きく発達している。
全体的にアミスクウィアとよく似ているが、そっちは3cm程度の小型で体型はより縦長く、鰭の構造も異なる（現生のヤムシと似て、側鰭と尾鰭は連続せず間が空く）。

## 生態

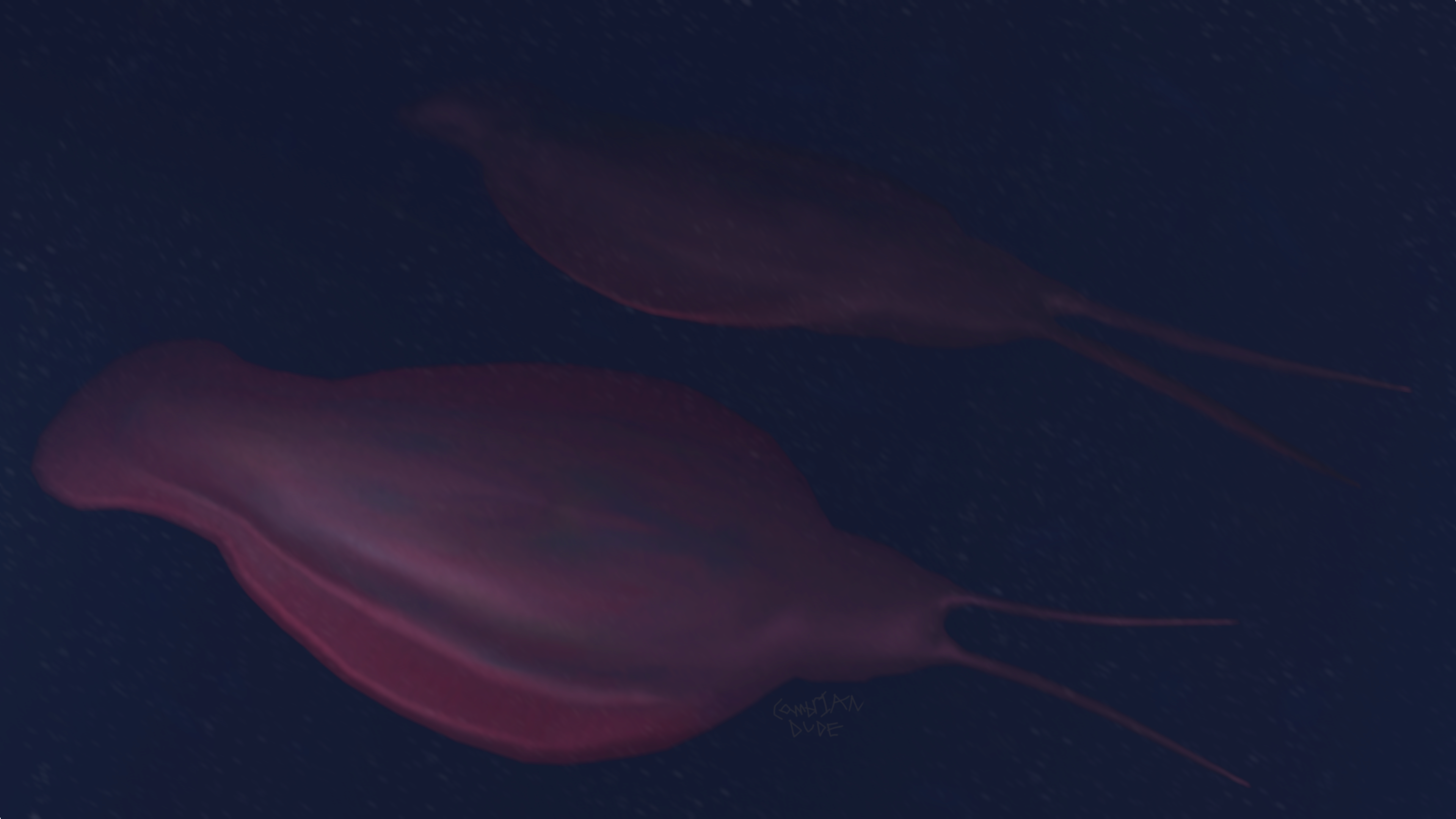
海を泳ぐ2匹のティモレベスティアの生態復元図

ティモレベスティアは遊泳性の捕食者であったと考えられる。縁の鰭をコウイカ類のように波打つして俊敏に外洋を泳ぎ、大きな神経節は遊泳の際に発達した鰭を操作するのに役立つとされる。一部の化石の消化管から同じ生息地で優勢する小型遊泳性動物イソキシスの残骸が複数見つかり、それを主食にしたことが示唆される。
また、カンブリア紀前期のシリウス・パセットに生息したティモレベスティアは、その生物群としても毛顎動物としても飛び抜けて大きく、系統分類上も基盤的な毛顎動物（後述）とされ、カンブリア紀における毛顎動物自体の多様化（約5億3,800万 - 約5億3,500万年前）も節足動物（5億2,900万 - 5億2,100万年前）のを先行している。これらの情報を基に、まず初期の毛顎動物は現生のヤムシ（最大でも10cmのプランクトンで、他の動物プランクトンを捕食する二次消費者）とは異なり、ティモレベスティアのような大型遊泳性頂点捕食者であったことが示される。そしてこの海洋生態系のニッチはより派生的な毛顎動物に受け継いでおらず、代わりに直後に繁栄したラディオドンタ類などの大型節足動物に、そして現世まで大型魚類や海獣などの脊椎動物に占められたと考えられる。

## 分類

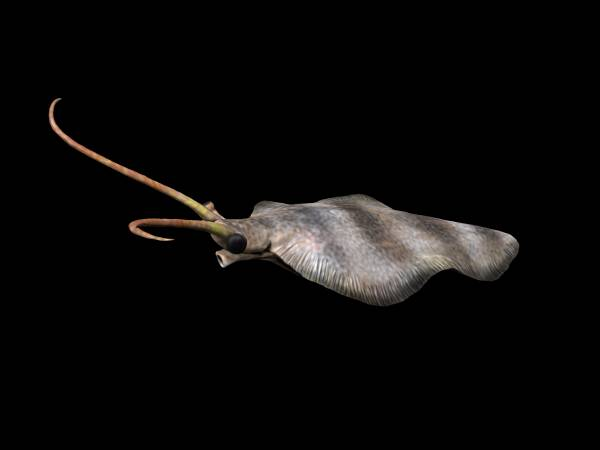
ネクトカリス
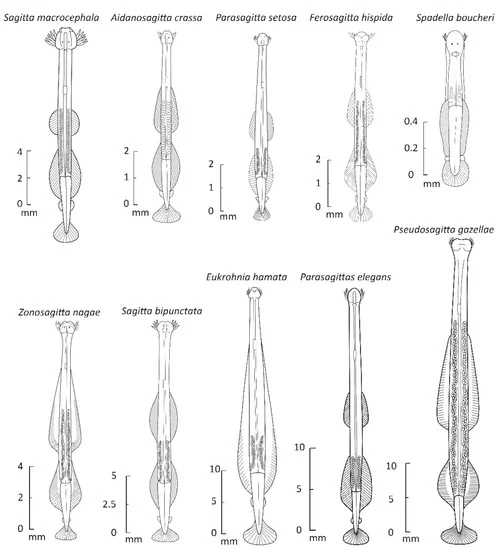
様々な現生ヤムシ

科や目などの上位分類群は設けられていないが、ティモレベスティアは似た姿のアミスクウィアやネクトカリス科（ネクトカリス、Nektognathus）と共に「amiskwiiform」と総称される。この類の身体構造、とりわけ鰭や神経節は毛顎動物（ヤムシ）的であるが、現生のヤムシにない性質（数対の歯に分かれていない内蔵式の口器・口器中央1枚の板状構造・発達した筋肉など）も多く兼ね備えている。系統解析では、amiskwiiform は側系統群で基盤的（ステムグループ）な毛顎動物とされ、そのうちアミスクウィアは他の amiskwiiform より毛顎動物のクラウングループに近い。この結果は、現生のヤムシには見られない amiskwiiform の共通点（頭部の触角など）は毛顎動物の祖先形質であることを示唆している。また、ティモレベスティアとアミスクウィアの一部の特徴は毛顎動物よりも担顎動物に似ており（例えば前述した口器の構造や数多くの環状筋は顎口動物に似る）、これらは毛顎動物と担顎動物を含む Chaetognathifera の祖先形質である可能性も示唆される。